# Melanerpes formicivorus
El carpintero bellotero (Melanerpes formicivorus) es un pájaro carpintero de tamaño medio. Habitan en robledales, desde el sur de los Estados Unidos hasta Colombia. Anidan en árboles o ramas muertas, en grandes cavidades excavadas por la pareja. En la cría suelen participar varios individuos adultos: los estudios de campo muestran que estos grupos pueden estar constituidos por parejas criadoras monógamas o hasta por colectivos de siete machos y tres hembras (con más de 10 ayudantes no criadores). Es una especie residente permanente. Pero, si no hay bellotas disponibles pueden emigrar a otra área. Se encuentra desde Canadá hasta Colombia.

## Descripción
Los adultos tienen la cabeza, el dorso, las alas y la cola negras; la frente, la garganta, el vientre y el manto, blancos. Sus ojos son también blancos. Los machos adultos tienen el píleo completamente rojo mientras que las hembras presentan una franja negra entre la frente blanca y el píleo rojo.
Los grupos criadores crean auténticas despensas en las que acumulan bellotas: excavan agujeros en los árboles muertos y las almacenan allí. Estas bellotas quedan a la vista, así que el grupo va a defender el árbol de posibles robos. Las bellotas constituyen una parte importante de su dieta; también comen insectos que capturan de la corteza de los árboles o que atrapan en vuelo, además de frutos, semillas y, a veces, savia. Anualmente pueden cavar 60,000 agujeros en un árbol con bellotas e incluso lo introducen en distintos para cubrirlo completo así evitarán que otro individuo se los hurte.